# Estifecske
Az estifecske (Chordeiles minor) a madarak (Aves) osztályának lappantyúalakúak (Caprimulgiformes) rendjébe, ezen belül a lappantyúfélék (Caprimulgidae) családjába tartozó faj.

## Rendszerezése
A fajt Johann Reinhold Forster német ornitológus írta le 1771-ben, a Caprimulgus nembe Caprimulgus minor néven.

## Alfajai
- Chordeiles minor asserriensis Cherrie, 1896
- Chordeiles minor chapmani Coues, 1888
- Chordeiles minor henryi Cassin, 1855
- Chordeiles minor hesperis Grinnell, 1905
- Chordeiles minor howelli Oberholser, 1914
- Chordeiles minor minor (J.R. Forster, 1771)
- Chordeiles minor neotropicalis Selander & Alvarez del Toro, 1955
- Chordeiles minor panamensis Eisenmann, 1962
- Chordeiles minor sennetti Coues, 1888[2]

## Előfordulása
Költőterülete Észak- és Közép-Amerikában van, Alaszka és Kanada délkeleti részétől déli irányban Panamáig terjed. A téli időszakban Dél-Amerikába költözik. Ritka vendégként előfordul Izlandon, Feröeren, az Egyesült Királyság és az Azori-szigeteken.
Természetes élőhelyei a szubtrópusi vagy trópusi hegyi esőerdők, mérsékelt övi erdők, füves puszták, szavannák, tengerpartok és mocsarak, valamint városi régiók. Vonuló faj.

## Megjelenése
Testhossza 23–25 centiméter, testtömege 46–107 gramm, szárnyfesztávolsága pedig 59–68 centiméter. A tollazat alapszíne sötétszürke vagy sötétbarna, mintázata barna. A madár fehéres színű hasán keresztirányban barna csíkok helyezkednek el. A hím torka fehér, a tojóé sárgásbarna. A fiatal madarak tollazata még halvány, torkuk színe kevésbé feltűnő. Szárnyai vékonyak, végeik hegyesek és feketék, széles, fehér szalag található rajtuk. Csak a hím visel fehér sávot a farktollain. Közeli rokonához, a lappantyúhoz hasonlóan az estifecske is hosszában ül az ágon. A fakéreghez nagyon hasonlító tollrajzolata miatt szinte lehetetlen észrevenni. Csőre zárt állapotban kicsinek hat, de rovarfogáskor szélesre tudja nyitni a madár.
|  |

## Életmódja
Költés idején párosan, költözéskor csapatokba verődve él. Tápláléka repülő rovarok, különféle kártevők: burgonyabogár, ormányos bogár, zsizsik és kabóca. Az estifecske legfeljebb 6 éves korig él.

## Szaporodása
Az ivarérettséget egyéves korban éri el. A költési időszak május közepétől július közepéig tart. Évente egyszer költ, ha elvész a fészekalj akkor még egyszer költ. A fészekalj 2 szürkésfehér tojás, amelyen sűrű barna és lila pettyek vannak. A tojó a csupasz földre rakja a tojásokat, majd két hétig költ rajtuk, eközben a hím őrködik. A kotlás 14-16 napig tart. A fiatal madarak 18-22 napos korban repülnek ki.
|  |

## Természetvédelmi helyzete
Az elterjedési területe rendkívül nagy, egyedszáma ugyan csökken, de még nem éri el a kritikus szintet. A Természetvédelmi Világszövetség Vörös listáján nem fenyegetett fajként szerepel.